# Тюрина, Вера Сергеевна
Вера Сергеевна Тюрина (урожденная Лоскутова) (род. 4 марта 1984, Волгореченск, Костромская область) — российская профессиональная баскетболистка, игравшая на позиции разыгрывающего защитника. Мастер спорта России.

## Карьера
Родилась 4 марта 1984 года в городе Волгореченск Костромской области.
Начала заниматься баскетболом в волгореченской спортшколе. Первый тренер - Владимир Николаевич Лобанов. После поступления на учебу в Ивановский государственный энергетический университет, попала в местную баскетбольную команду. Вскоре она, под названием «Энергия», дебютировала в чемпионате страны. Вместе с ней Лоскутова проделала путь от Высшей лиги до Премьер-лиги. Всего в элите женского российского баскетбола провела три сезона.
После завершения карьеры осталась работать в структуре клуба. Некоторое время занимала должность пресс-секретаря «Энергии». На данный момент является менеджером команды и параллельно ведет занятия в ивановской школе основ баскетбола для детей от трех до семи лет.
В 2013 году была одним из факелоносцев олимпийского огня в Иванове. Спустя два года получила Памятную медаль Олимпийских игр в Сочи.

## Достижения
- Чемпион Высшей лиги: 2004/2005.
- Чемпион Суперлиги: 2010/2011.